# Тейшейра, Патрик
Патрик Ален Тейшейра (порт.-браз. Patrick Alen Teixeira; род. 5 декабря 1990, Сомбриу, штат Санта-Катарина, Бразилия) — бразильский боксёр-профессионал выступающий в первой средней, в средней, и во второй средней весовых категориях.
Среди профессионалов бывший чемпион мира по версии WBO (2019—2021) в 1-м среднем весе.

## Биография
Патрик Ален Тейшейра родился 5 декабря 1990 года в муниципалитете Сомбриу, в штате Санта-Катарина (Бразилия).

## Профессиональная карьера
11 августа 2009 года начал профессиональную карьеру, победив нокаутом во 2-м же раунде соотечественника Фабио Пардиньо (дебют).

### Чемпионский бой с Карлосом Адамесом
30 ноября 2019 года единогласным решением судей (счёт: 116-111, 114-113, 114-113) победил небитого доминиканца Карлоса Адамеса (18-0) и завоевал титул временного чемпиона мира по версии WBO в 1-м среднем весе.
4 декабря 2019 года официально стал полноценным чемпионом мира по версии WBO в 1-м среднем весе.
13 февраля 2021 года единогласным решением судей (счёт: 109-119, 108-120, 111-117) уступил небитому аргентинцу Брайану Кастаньо (16-0-1) и потерял титул чемпиона мира по версии WBO в 1-м среднем весе.

## Список профессиональных поединков
В таблице перечислены результаты всех поединков боксёров.
В каждой строке указан результат поединка. Дополнительно номер поединка обозначен цветом, который обозначает итог поединка. Расшифровка обозначений и цветов представлена в нижеследующей таблице.
| Пример | Расшифровка                     |
| ------ | ------------------------------- |
|        | Победа                          |
|        | Ничья                           |
|        | Поражение                       |
|        | Планируемый поединок            |
|        | Поединок признан несостоявшимся |
| КО     | Нокаут                          |
| ТКО    | Технический нокаут              |
| PTS    | Решение судей (по очкам)        |
| UD     | Единогласное решение судей      |
| MD     | Решение большинства судей       |
| SD     | Раздельное решение судей        |
| RTD    | Отказ от продолжения боя        |
| DQ     | Дисквалификация                 |
| NC     | Поединок признан несостоявшимся |

| 36 поединков, 32 победы (23 нокаутом), 4 поражения. | 36 поединков, 32 победы (23 нокаутом), 4 поражения. | 36 поединков, 32 победы (23 нокаутом), 4 поражения. | 36 поединков, 32 победы (23 нокаутом), 4 поражения. | 36 поединков, 32 победы (23 нокаутом), 4 поражения.   | 36 поединков, 32 победы (23 нокаутом), 4 поражения. | 36 поединков, 32 победы (23 нокаутом), 4 поражения.                                                                  |
| Бой                                                 | Рекорд                                              | Дата боя                                            | Соперник                                            | Место проведения боя                                  | Раундов, время                                      | Дополнительно |
| --------------------------------------------------- | --------------------------------------------------- | --------------------------------------------------- | --------------------------------------------------- | ----------------------------------------------------- | --------------------------------------------------- | --- |
| 36                                                  | 32-4                                                | 26 ноября 2022                                      | Адриан Перес (16-9-1)                               | Hotel Golden Park, Сорокаба, штат Сан-Паулу, Бразилия | KO 1 (8), 2:10                                      | |
| 35                                                  | 31-4                                                | 9 июля 2022                                         | Магомед Курбанов (22-0)                             | КРК «Уралец», Екатеринбург, Россия                    | UD 10 (10)                                          | Счёт: 92-97, 91-98, 90-99.                                                                                           |
| 34                                                  | 31-3                                                | 9 апреля 2022                                       | Пол Валенсуэла Куэста (26-11)                       | Alamodome, Сан-Антонио, Техас, США                    | DQ 2 (10), 1:16                                     | Патрик был дисквалифицирован за умышленный удар соперника по затылку, из-за которого Пол не смог продолжить бой.     |
| 33                                                  | 31-2                                                | 13 февраля 2021                                     | Брайан Кастаньо (16-0-1)                            | Казино Fantasy Springs, Индио, Калифорния, США        | UD 12 (12)                                          | Счёт: 109-119, 108-120, 111-117. Потерял титул чемпиона мира по версии WBO (1-я защита Тейшейра) в 1-м среднем весе. |
| 32                                                  | 31-1                                                | 30 ноября 2019                                      | Карлос Адамес (18-0)                                | Cosmopolitan of Las Vegas, Лас-Вегас, Невада, США     | UD 12 (12)                                          | Счёт: 116-111, 114-113 (дважды). Завоевал титул временного чемпиона мира по версии WBO в 1-м среднем весе.           |